# Аппроксимация диэлектрической функции
Аппроксимации диэлектрической функции — определение аналитического выражения для диэлектрической проницаемости или показателя преломления среды в оптике.
Следующие модели используются для аппроксимации:
Классическая дисперсионная модель аппроксимации диэлектрической функции
{\displaystyle \varepsilon =\varepsilon _{\infty }+{\frac {(\varepsilon _{s}-\varepsilon _{\infty })\omega _{t}^{2}}{\omega _{t}^{2}-\omega ^{2}+i\Gamma _{0}\omega }}+{\frac {\omega _{p}^{2}}{-\omega ^{2}+i\Gamma _{D}\omega }}+\sum _{j=1}^{n}{\frac {f_{j}\omega _{0j}}{\omega _{0j}^{2}-\omega ^{2}+i\gamma _{j}\omega }},}
где первые два слагаемых относятся к одному связанному осциллятору, третье слагаемое — вклад проводимости среды в модели Друде, а последнее — сумма осцилляторов Лорентца; i — мнимая единица, ω — циклическая частота света, ε∞ — диэлектрическая проницаемость при больших частотах, εs — диэлектрическая проницаемость при нулевой частоте (статическая), Γ0 — затухание осциллятора, ΓD — затухание в металле Друде, γj — затухание j-го осциллятора Лорентца, ωt — частота межзонного перехода, ωp — плазменная частота, fj — сила j-го осциллятора Лоренца.
Аппроксимация Форухи (англ. Forouhi A. R.) и Блумер (англ. Bloomer I.):
{\displaystyle n(E)={\sqrt {\varepsilon _{\infty }}}+{\frac {B_{0}E+C_{0}}{E^{2}-BE+C}}\,\qquad k(E)={\frac {A(E-E_{g})^{2}}{E^{2}-BE+C}}}
где
{\displaystyle B_{0}={\frac {A}{Q}}\left(-{\frac {B^{2}}{2}}+E_{g}B-E_{g}^{2}+C\right)\,,}
{\displaystyle C_{0}={\frac {A}{Q}}\left({\frac {B}{2}}(E_{g}^{2}+C)-2E_{g}C\right)\,,}
{\displaystyle Q={\frac {\sqrt {4C-B^{2}}}{2}}\,,}
где E — энергия кванта света, ε∞ — диэлектрическая проницаемость при больших частотах, Eg — ширина запрещённой зоны, которая как и коэффициенты A, B и C должны определяться из подгонки к экспериментальным данным. Используется для аморфных полупроводников в видимой и ближней УФ области спектра при энергии света меньше ширины запрещённой зоны.
Формула Зельмейера:
{\displaystyle n^{2}(\lambda )=A+B{\frac {\lambda ^{2}}{\lambda ^{2}-\lambda _{0}^{2}}}\,,}
где λ — длина волны света, λ0 — резонансная длина волны, A и B — подгоночные коэффициенты. Используется для прозрачных сред без поглощения вдали от резонансов.
Формула Зельмейера с поглощением:
{\displaystyle n^{2}(\lambda )={\frac {1+A}{1+B/\lambda ^{2}}}\,,\qquad k^{2}(\lambda )={\frac {C}{nD\lambda +E/\lambda +I/\lambda ^{3}}}\,,}
где λ — длина волны света, A, B, C, D, E и I — подгоночные коэффициенты. Используется для прозрачных сред с поглощением вдали от резонансов.
Уравнение Коши:
{\displaystyle n(\lambda )=A+{\frac {B}{\lambda ^{2}}}+{\frac {C}{\lambda ^{4}}}\,,}
где λ — длина волны света, A, B и C — подгоночные коэффициенты. Используется для прозрачных сред без поглощения вдали от резонансов.
Формула Гартмана:
{\displaystyle n(\lambda )=n_{\infty }+{\frac {C}{(\lambda -\lambda _{0})^{a}}}\,,}
где λ — длина волны света, n∞, λ0, C и a — подгоночные коэффициенты. Используется для прозрачных сред без поглощения вдали от резонансов.
Уравнение Коши для среды со слабым поглощением:
{\displaystyle n(\lambda )=A+{\frac {B}{\lambda ^{2}}}+{\frac {C}{\lambda ^{4}}}\,,\qquad k(\lambda )=D+{\frac {E}{\lambda ^{2}}}+{\frac {F}{\lambda ^{4}}}}
где λ — длина волны света, A, B, C, D, E и F — подгоночные коэффициенты. Используется для прозрачных сред с поглощением вдали от резонансов.
Формула Конради:
{\displaystyle n^{2}(\lambda )=A+{\frac {B}{\lambda ^{2}}}+{\frac {C}{\lambda ^{3,5}}}\,,}
где λ — длина волны света, A, B и C — подгоночные коэффициенты. Используется для прозрачных сред без поглощения вдали от резонансов.
Формула Скотта — Бриота:
{\displaystyle n^{2}(\lambda )=A+{\frac {B}{\lambda ^{2}}}+{\frac {C}{\lambda ^{4}}}+{\frac {D}{\lambda ^{6}}}+{\frac {E}{\lambda ^{8}}}\,,}
где λ — длина волны света, A, B и C, D и E — подгоночные коэффициенты. Используется для прозрачных сред без поглощения вдали от резонансов.